# Захарова Олена Іванівна
Олена Іванівна Захарова (нар. 16 січня 1907, Мозир — пом. 2 жовтня 1999, Новочеркаськ) — радянський вчений в області біології і агротехніки винограду. Доктор сільськогосподарських наук з 1965 року, професор з 1966 року.

## Біографія
Народилася 16 січня 1907 року в місті Мозирі (тепер Білорусь). 1930 року закінчила біологічне відділення 2-го Московського державного університету.
- У 1930—1931 роках — асистент в Інституті агроґрунтознавства (Москва);
- У 1931—1931 роках — фахівець бюро обстеження Інституту плодівництва (Київ);
- У 1934—1943 роках — фахівець бюро обстеження при Садвинрадгоспоб'єднанні (Москва);
- У 1943—1949 роках — науковий співробітник і вчений секретар Центральної генетичної лабораторії імені І. В. Мічуріна (Мічурінськ)[1]. У 1946 році захистила кандидатську дисертацію[2].

З 1949 по 1973 рік — завідувач відділом агротехніки, з 1973 року — професор-консультант Всесоюзного науково-дослідного інституту виноградарства і виноробства імені Я. І. Потапенка (Новочеркаськ), з 1993 року — провідний науковий співробітник.
Померла у Новочеркаську 2 жовтня 1999 року.

## Наукова діяльність
Вченою теоретично обґрунтовані і розроблені рекомендації по основним прийомам агротехніки, на основі яких широко впроваджені у виробництво системи формування кущів винограду, в тому ислі односторонні форми для механізації укладання та укриття лоз; виявлені оптимальні площі живлення кущів відповідно до природно-агротехнічних умов, раціональні розміри навантаження кущів і довжина лоз при підрізуванні; розроблені методи прискореного розмноження дефіцитних і нових сортів винограду. Співавтор 5 нових районованих сортів винограду з підвищеною морозо- мілдьюстійкістю. Автор 210 наукових робіт, 5-х винаходів. Нею підготовлено 10 кандидатів і докторів наук. Серед робіт:
- Виноградарство. — Москва, 1960;
- Формирование, обрезка и нагрузка виноградных кустов. — Ростов н/Д., 1964;
- Новые морозоустойчивые сорта винограда. — Махачкала, 1965 (у співавторстві);
- Виноградный куст. — Ростов н/Д., 1972 (у співавторстві).

## Відзнаки
- Лауреат Державної премії СРСР:
  - за 1951 рік — за виведення нових морозостійких сортів винограду і розробку агротехніки північного виноградарства;
  - за 1971 рік — за розробку та впровадження у виробництво технології механізованого обробітку виноградників в зоні укривної культури)[1].
- Заслужений агроном Російської Федерації[2];

Нагороджена:
- орденами Трудового Червоного Прапора, «Знак Пошани», Дружби народів;
- 14 медалями ВДНГ[1];
- почесними грамотами Верховної Ради РРФСР, Російської Академії наук[1].